# Ольга (пьеса)
«Ольга» — трагедия русского писателя Якова Княжнина, представляющая собой вольный перевод трагедии Вольтера «Меропа». Время её написания неизвестно: это могло быть начало 1770-х годов или 1772 год.
В изначальном варианте сюжета центральную роль играет Меропа, мессенская царица из греческой мифологии. Против своей воли она становится женой Полифонта, убийцы её первого мужа. Впоследствии в царском дворце появляется мужчина, объявивший, что он убил её сына от первого брака. Меропа решает убить его, но случайно узнаёт, что это и есть её сын, придумавший хитрость, чтобы приблизиться к Полифонту. Вместе мать и царевич убивают узурпатора. Этот сюжет, впервые использованный Еврипидом в пьесе «Кресфонт», обрёл популярность в драматургии XVI—XVIII веков. Особенный успех снискала трагедия Шипионе Маффеи, которую переделал Вольтер.
Княжнин перенёс действие на Русь, найдя в летописях похожий сюжет. Место Меропы заняла княгиня Ольга, место Полифонта — древлянский князь Мал. Главная героиня борется с узурпатором, чтобы сохранить престол для своего сына Святослава. При этом Мал заявляет, что «мудрое правление» вне зависимости от того, как оно началось, более предпочтительно, чем власть, основанная на наследовании.
«Ольга» не была ни опубликована, ни поставлена на сцене при жизни автора. Причиной тому стали выпады против «мудрого правления», основанного на преступлении, и часто звучащие в пьесе заявления о том, что мать не должна править вместо сына. Императрица Екатерина II, не отдававшая престол сыну Павлу, должна была принимать это на свой счёт. Трагедия впервые увидела свет в 1961 году.
В 1784 году состоялась постановка ещё одной трагедии Княжнина, основанной на «Меропе» Вольтера, — «Владисан».